# 알코올 램프

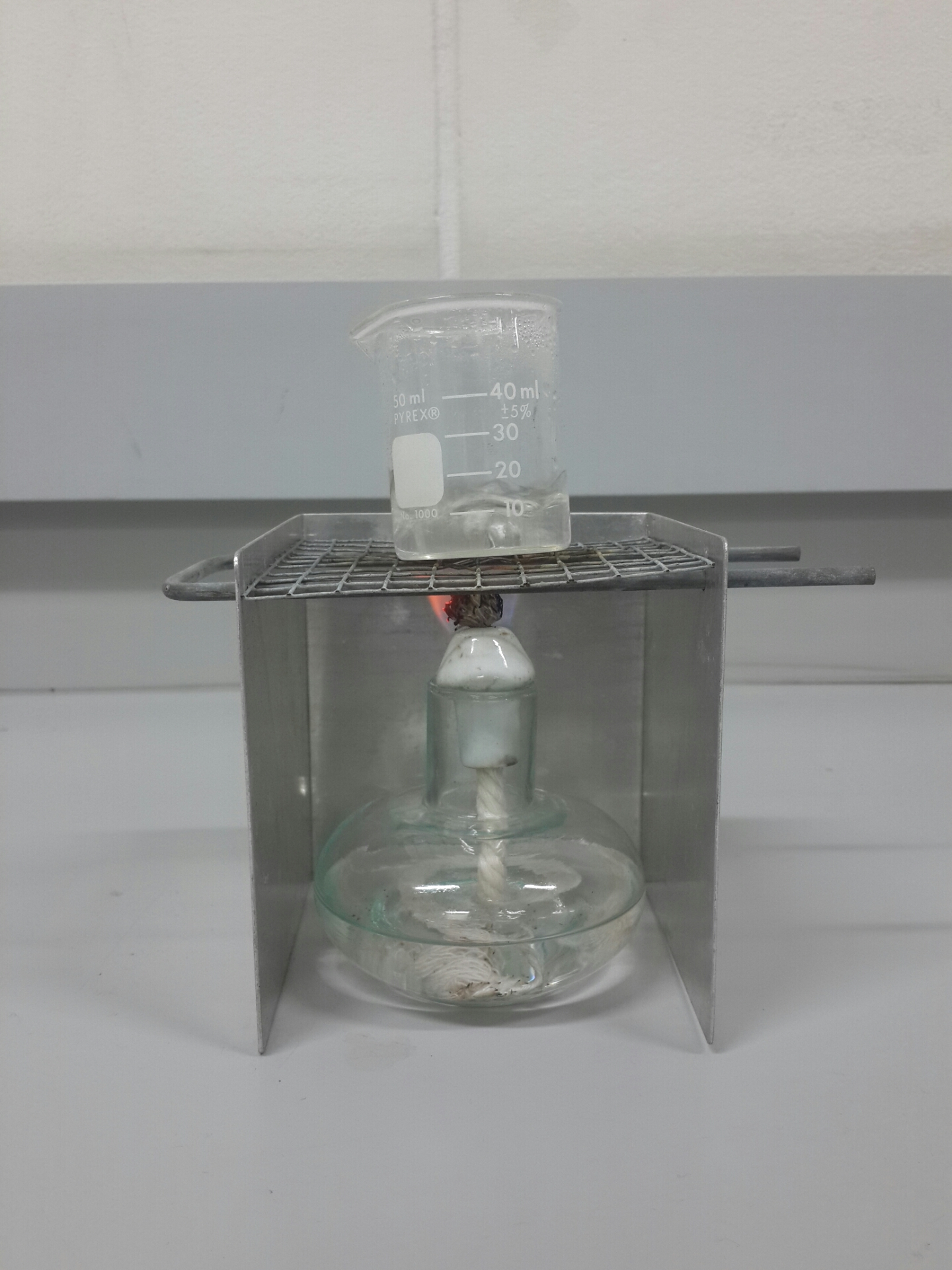
알코올 램프 위에 적은 양의 액체가 끓고있다.

알코올 램프(alcohol lamp), 알코올 버너(alcohol burner), 스피릿 램프(spirit lamp)는 나화(裸火)를 만들기 위해 사용되는 실험 기구의 하나이다. 황동, 유리, 스테인리스강, 알루미늄으로 제조할 수 있다.

## 이용
알코올 램프는 일부 이용자에게는 안전 상의 이유로 분젠 버너보다 더 선호되며, 천연 가스를 이용할 수 없는 실험실에서 사용된다. 불꽃은 2인치(5센티미터) 높이로 제한되며 분젠 버너의 가스 불꽃보다 비교적 온도가 더 낮은 편이다.
다른 유형의 버너만큼 뜨거운 불꽃을 내지 않지만 일부 화학, 표준 미생물학 실험 절차를 수행하기에는 충분히 뜨거운 편이며 다른 실험 장비의 살균에 사용할 수 있다.

## 동작
일반적인 연료는 변성 알코올, 메탄올, 아이소프로필 알코올이다. 캡은 불꽃을 말소시키기 위해 끄개로 사용된다.

## 같이 보기
- 분젠 버너